# Lijst van Curaçaose ministers van Verkeer, Vervoer en Ruimtelijke Planning
De minister van Verkeer, Vervoer en Ruimtelijke Planning van Curaçao (VVRP) is lid van de ministerraad van Curaçao. Het ambt bestaat sinds 10 oktober 2010 toen het eilandgebied Curaçao, na de opheffing van de Nederlandse Antillen, een land werd binnen het Koninkrijk der Nederlanden.
| N.º | Naam                       | Kabinet              | Periode                   | Partij                                                        | Opmerkingen                                                 |  |
| --- | -------------------------- | -------------------- | ------------------------- | ------------------------------------------------------------- | ----------------------------------------------------------- |  |
| 1   | Charles Cooper             | Schotte              | 10-10-2010 t/m 29-09-2012 | Partido MAN                                                   |                                                             |  |
| 2   | Stanley Betrian (interim)  | Betrian (interim)    | 29-09-2012 t/m 12-10-2012 | partijloos                                                    |                                                             |  |
| 3   | Dominique Adriaens         | Betrian (interim)    | 12-10-2012 t/m 31-12-2012 | partijloos                                                    |                                                             |  |
| 4   | Earl Balborda              | Hodge (zakenkabinet) | 31-12-2012 t/m 07-06-2013 | Officieel onafhankelijk maar naar voren geschoven door de PNP |                                                             |  |
| 4   | Earl Balborda              | Asjes                | 07-06-2013 t/m 01-09-2015 | Officieel onafhankelijk maar naar voren geschoven door de PNP |                                                             |  |
| 4   | Earl Balborda              | Whiteman I           | 01-09-2015 t/m 30-11-2015 | Officieel onafhankelijk maar naar voren geschoven door de PNP |                                                             |  |
| 5   | Suzanne Römer              | Whiteman II          | 30-11-2015 t/m 23-12-2016 | PNP                                                           |                                                             |  |
| 5   | Suzanne Römer              | Koeiman              | 23-12-2016 t/m 24-03-2017 | PNP                                                           |                                                             |  |
| 6   | Ruthmilda Larmonie-Cecilia | Pisas I (interim)    | 24-03-2017 t/m 30-03-2017 | PS                                                            |                                                             |  |
| 7   | Jaime Córdoba              | Pisas I (interim)    | 30-03-2017 t/m 29-05-2017 | PS                                                            | tevens minister van Sociale Ontwikkeling, Arbeid en Welzijn |  |
| 8   | Zita Jesus-Leito           | Rhuggenaath          | 02-06-2017 t/m 10-06-2021 | PAR                                                           |                                                             |  |
| (1) | Charles Cooper             | Pisas II             | 10-06-2021 t/m heden      | MFK                                                           |                                                             |  |